# Iblis
Esta página contém alguns caracteres especiais e é possível que a impressão não corresponda ao artigo original.
Iblīs (árabe: إبليس; alternativamente Eblis ou Ibris) é uma figura que ocorre com frequência no Alcorão, comumente relacionado à criação de Adão e à ordem de curvar-se diante dele. Depois que recusou, foi expulso do céu. Para muitos estudiosos clássicos, ele era um anjo,:73 mas é considerado um gênio (jinn) na maioria dos estudos contemporâneos.:69 Devido à sua queda da graça de Deus, é frequentemente comparado a Satanás nas tradições cristãs. Na tradição islâmica, Iblis é frequentemente identificado com ash-Shaitan ("o Diabo"), frequentemente conhecido pelo epíteto ar-Rajīm (em árabe: ٱلرَّجِيْم, lit. 'o Amaldiçoado'). No entanto, enquanto Shaitan é usado exclusivamente para uma força do mal, o próprio Iblis tem um papel mais ambivalente nas tradições islâmicas.

## Características

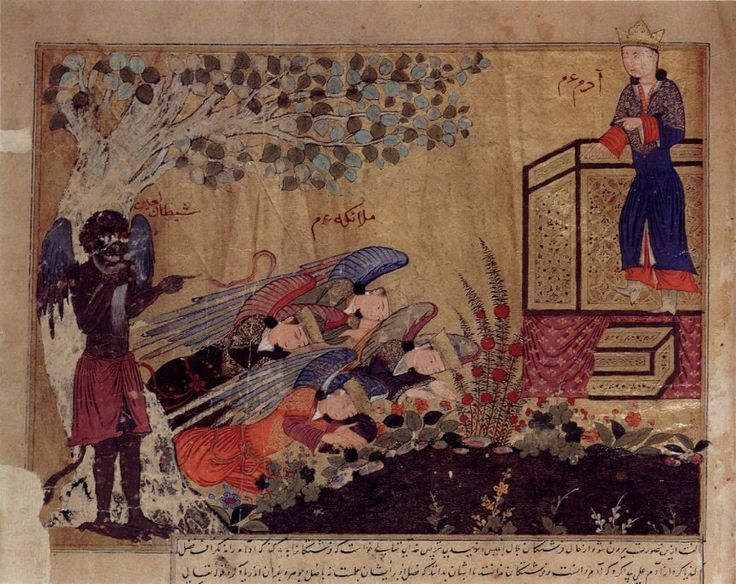
Ilustração de um manuscrito árabe dos Anais de al-Tabari mostrando Iblis se recusando a curvar-se diante do recém-criado Adão

Ele aparece mais frequentemente no Corão como Shaitan, um termo usado para se referir a todos os espíritos malignos que o auxiliam, mas que é comumente usado para se referir apenas a Iblis. Iblis é mencionado 11 vezes, e Shaitan "al-Shaitaan" ‏(الشيطان) 87 vezes. Ele é o chefe dos espíritos do mal (Shaitan), e sua personalidade é similar ao do Diabo na Cristandade. Na verdade, os demônios são os mesmos no Cristianismo e no Islamismo. Só há diferença de nome, que em árabe é Shaitan ou Iblis, esse último, mais poderoso.
Iblis era um Djinn, uma criatura feita de fogo sem fumaça por Deus (da mesma forma que os humanos foram feitos de barro). Num rompante motivado por inveja, Iblis desobedeceu Allah e foi expulso da Sua presença. Ele foi lançado na Terra, juntamente com Adão e Eva, depois de os haver iludido a comer do fruto proibido, embora neste papel ele seja referenciado como ash-Shaitan. Ele foi em conseqüência condenado por Deus ao Inferno. Ele replicou dizendo que queria trazer todos os habitantes da Terra para baixo com ele, e Deus, para testar a Humanidade e os Jinni, permitiu-lhe que vagasse pela Terra para tentar desviar outros.
Ele tenta os humanos através do sussurro (waswas, "ele sussurrou") de ideias pecaminosas em suas cabeças e falsas sugestões (haiif). No fim, se acredita, ele será lançado no Jahannam (Inferno no Islão) juntamente com aqueles que sucumbiram à tentação de suas ideias pecaminosas e desobedeceram à verdadeira mensagem de Deus para a humanidade (o Islão), enquanto aqueles que obtiveram sucesso em tentar trilhar um caminho virtuoso serão recompensados com os prazeres do Jannah (paraíso no Islão).
O Corão não representa Shaitan como inimigo de Allah, pois Allah é supremo sobre todas as suas criações e Iblis é apenas uma de suas criações. Diferentemente das crenças do Zoroastrianismo, todos os bons e maus feitos provém apenas de Allah e somente Ele pode salvar a humanidade dos males do Seu universo e de Suas criações. O inimigo singular de Shaitan é a humanidade. Ele pretende desencorajar os humanos de obedecer a Deus. Assim, a humanidade é advertida para lutar contra as perversidades de Shaitan e as tentações que ele coloca nelas.

## Etimologia
O nome Iblīs pode ser um epíteto derivado da raiz verbal do árabe balasa (بلس), que geralmente significa "ele afligiu".

## Origem
O Corão menciona que ele era um Jinn (18-50) e que foi criado do fogo,(7-12)(38-76) - um ser criado inteiramente para servir a Deus (como um anjo).